# Frieda Ritzerow
Frieda Ritzerow (* 1. Januar 1834 in Mechelsdorf; † nach 1887) war eine deutsche Schriftstellerin.

## Leben und Wirken
Frieda Ritzerow wurde als Tochter des Verwalters Johann Joachim Burmeister auf Gut Mechelsdorf, heute Teil der Gemeinde Bastorf bei Rerik in Mecklenburg, und dessen Frau Sophia, geb. Dübel, geboren. Über ihr weiteres Leben weiß man nur, dass sie zwölf Jahre lang in den fünf führenden Hotels Mecklenburgs gearbeitet hat. 1864 heiratete sie in Rostock den Privat- und Sprachlehrer Bernhard Ritzerow, der auch als Übersetzer tätig war. 1867 lebte sie mit ihrem Mann und ihrer Tochter Emma (* 1864), bei der Hochzeit der Tochter (1887) als Witwe in Rostock. Danach verliert sich ihre Spur.
Bekannt wurde Frieda Ritzerow durch praktische Anweisungen und selbsterprobte Rezepte, die sie als Mecklenburgisches Kochbuch. Ein Rathgeber für Alle, welche der Kochkunst beflissen sind, speciell für Mecklenburgische Hausfrauen und Solche, die es werden wollen 1868 erstmals im Druck erscheinen ließ. Das Kochbuch erlebte seither mehr als 20 weitere Auflagen.